# Руенте
Руенте (ісп. Ruente) — муніципалітет в Іспанії, у складі автономної спільноти Кантабрія. Населення — 1022 осіб (2009).
Муніципалітет розташований на відстані близько 320 км на північ від Мадрида, 43 км на південний захід від Сантандера.
На території муніципалітету розташовані такі населені пункти: Барсенільяс, Ламінья, Руенте (адміністративний центр), Усьєда.

## Демографія
Динаміка населення (INE ):

## Галерея зображень

Розташування муніципалітету
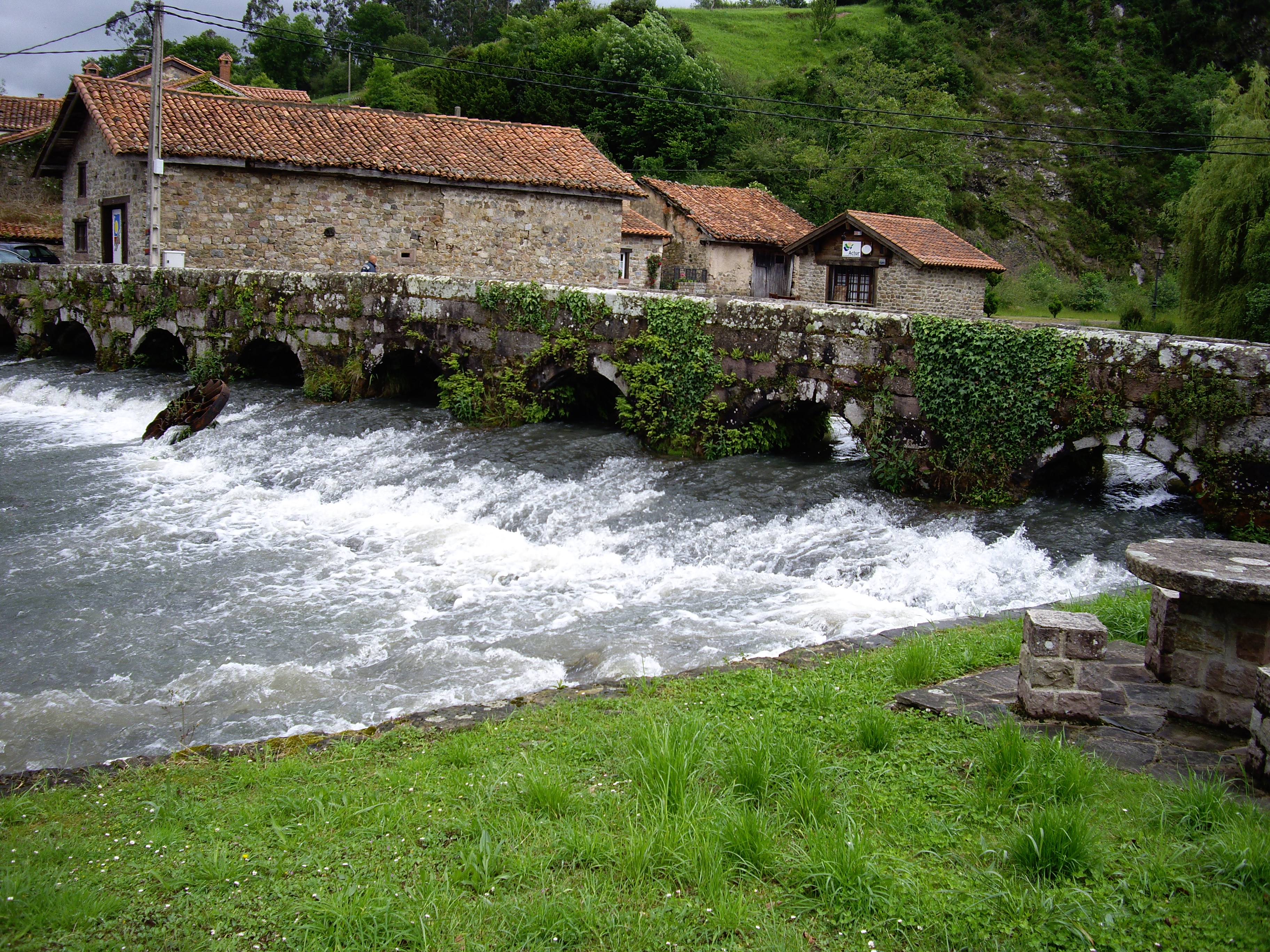
Середньовічний міст у Руенте
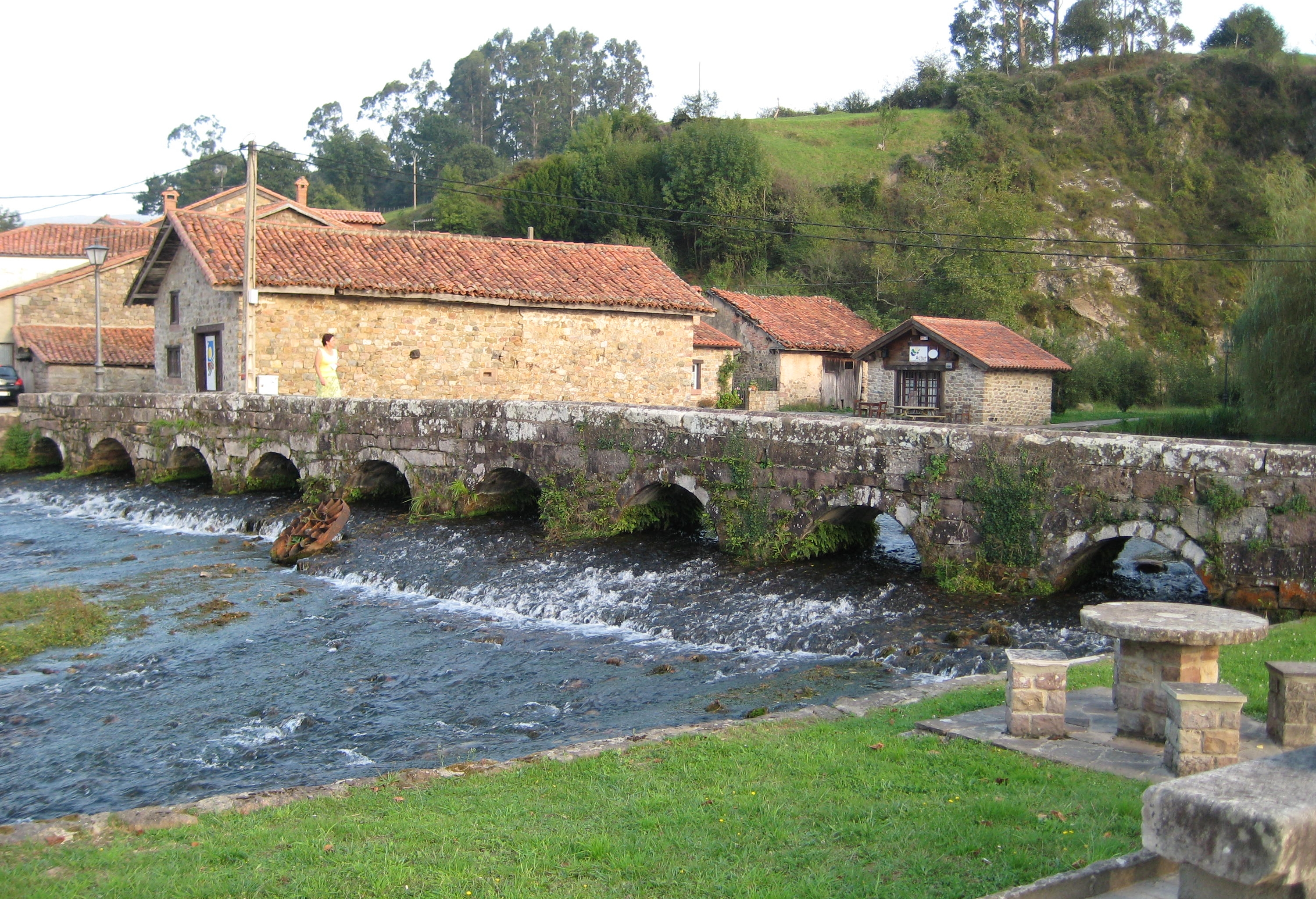
Середньовічний міст